# Lucien Weiss
Ne doit pas être confondu avec Jean Weiss.
Pour les articles homonymes, voir Weiss.
Lucien Pierre Weiss, né le 22 février 1909, rue du Chemin-Vert dans le 11e arrondissement de Paris et mort le 25 décembre 1963 à Yaoundé au Cameroun, est un coureur cycliste français.

## Biographie
Lucien Weiss fait ses débuts dans le cyclisme en 1926, sous les couleurs du Cyclo-Sport de Belleville. Il passe en 1927 à la F. S. T et enlève les championnats de vitesse de l'U.S.S.G.T. en 1927. Il revient au CSB en 1928 et gagne les championnats sur route de l'U.S.S.G.T.,.
Au cours de l'hiver 1929, Lucien Weiss gagne deux finales hebdomadaires de la course de la Médaille au Vél' d'Hiv', et Paul Ruinart l'incorpore dans l'équipe routière du V. C. L. au début de la saison d'été 1930. Il court Paris-Rouen et Paris-Évreux, sous les couleurs du Stade Français, où il se classe dixième. Il effectue son service militaire, à Courbevoie, et gagne le championnat de vitesse sur piste militaire du  G.M.P.
En 1931, Lucien Weiss gagne le critérium des Comingmen, sur l'autodrome de Linas-Montlhéry, sous les couleurs des Halles Sportives,. Il remporte Paris-Arras en 1933,.
En 1934, il décroche son premier contrat en tant que professionnel avec l'équipe cycliste Lutetia-Wolber. Au cours de sa carrière pro, Weiss remporte Poitiers-Saumur- Poitiers (1934), Marseille-Lyon (1934), Paris-Limoges (1934),, et le Grand Prix d'Issoire 1934 et 1935. En 1935, il termine deuxième de Paris-Limoges derrière Émile Decroix.
En 1934 et 1935, pour nourrir sa famille, il est aussi porteur de journaux, et participe à la course des porteurs de journaux,.
En 1936, il s'installe à Bordeaux pour l'équipe Terrot-Hutchison, et signe chez Génial Lucifer pour la saison 1937. En 1937, il s'installe à Auch comme représentant des cycles Helyett et continue la compétition dans cette région. En 1938, il fait partie de l'équipe nîmoise Tendil. En 1939, il termine troisième de Bordeaux-Pau.
Pendant la deuxième guerre mondiale, il est dans la 2e DB en 1944,.

## Palmarès

### Palmarès sur piste
- 1928
  - Prix Émile Friol
- 1929
  - Course de la Médaille (2 finales hebdomadaires)
- 1931
  - Prix Ludovic Morin
  - Prix Eugène Mionnet[25]
  - Prix Pelamourgues[25]
  - Américaine à la Cipale avec Jean Giliberti[26]
- 1938
  - Grand Prix des Foires à Agen avec Gygi

### Palmarès sur route
- 1931
  - Paris-Joigny
  - Critérium des comingmen
  - 3e au Grand Prix d'Issoire
- 1932
  - Paris-Joigny
  - Paris-Briare[27]
  - Paris-Reims[28],[29]
  - 3e de Paris-Rouen
- 1933
  - Paris-Arras
- 1934
  - Poitiers-Saumur-Poitiers[30]
  - Marseille-Lyon[11]
  - Paris-Limoges[13]
  - Grand Prix d'Issoire
  - 2e du Grand Prix de l'Écho d'Alger
- 1935
  - Grand Prix d'Issoire
  - Prix de La Charité-sur-Loire
  - 2e de Paris-Limoges
  - 2 étapes du Grand Prix de Bône[31],[32]
- 1936
  - Mont-de-Marsan-Bordeaux[33]
  - 2e étape du Grand Prix de l'Écho d'Alger[34]
  - 2e Circuit de la Beauce
- 1937
  - 2e à Paris-Verdun

## Vie privée
Lucien Weis se marie avec Alphonsine Morin le 15 octobre 1927 à Paris 20e; ils divorcent en 1941. Il se remarie avec Luce Sarrade le 27 juin 1944 à Sainte-Christie; ils divorcent en 1948. Il se remarie avec Hélène Inquimbert le 9 juillet 1949 à Angoulême.